# 세반호
세반 호(~湖, Lake Sevan, 아르메니아어: Սևանա լիճ Sevana lič)는 아르메니아 게가르쿠니크 주에 있으며, 아르메니아 최대이자 캅카스 최대의 호수이다.
호수면은 해발(海拔) 1900m에 위치하여, 민물 호수(淡水湖)로는 세계에서 가장 높은 곳에 있는 것 중 하나이다.(백두산 천지의 수면은 해발 2,189.1m). 호수의 면적은 1,243 km2이다. 잘록한 부분이 있어 크게 둘로 나눌 수 있는데, 남쪽의 대(大) 세반(Major Sevan)은 916km2, 북쪽의 소(小) 세반(Minor Sevan)은 328 km2면적이다. 주변으로부터 28개의 강과 하천이 흘러든다.
세반 호는 반호와 우르미아호와 함께, 고대 아르메니아 왕국 세 호수 중 하나로 여겨지며 이 호수들은 아르메니아의 바다들로 일컬어진다. 세반 호는 이들 중 유일하게 아르메니아 국경 안에 남아있다.

## 이름
세반은 "검은 반"이라는 뜻으로, 검은 반호(湖)라는 의미이다. 오래전, 아르메니아인들은 반 호 주변으로부터 세반 호로 왔다고 한다. 그 때 그들은 호수가 어두운 색을 띄어 검은색에 가까운 것에서부터 세반이라는 이름을 지었다고 한다.

## 인간의 개입

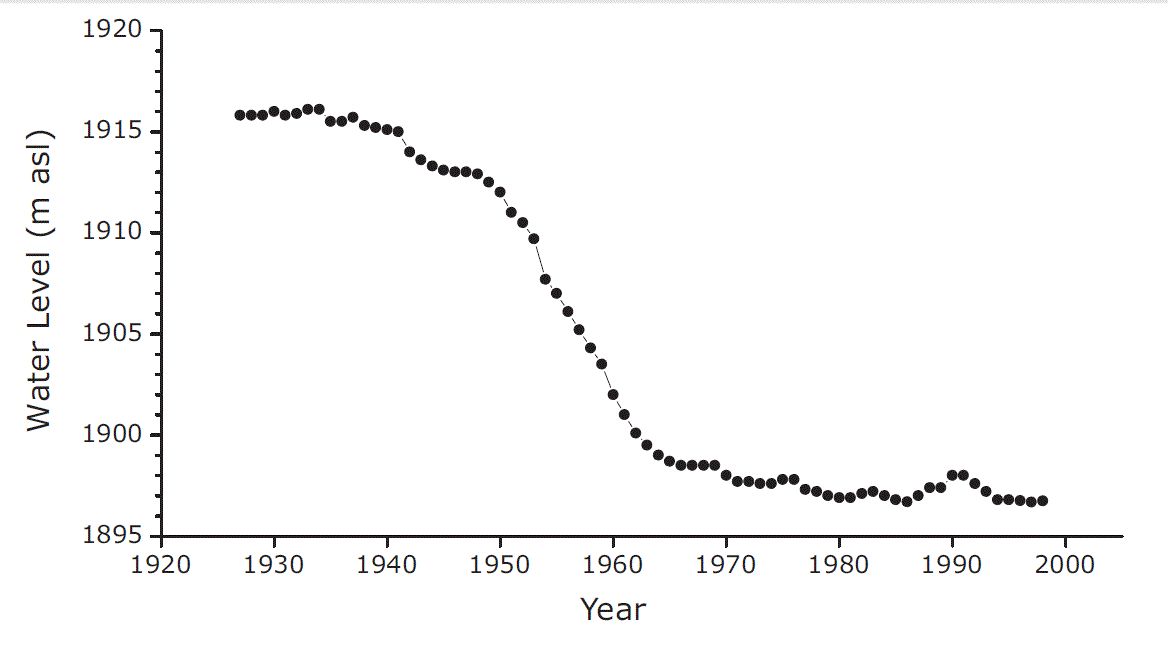
세반 호의 수심변화

20세기 초까지만 해도 이 호수의 수면은 해발 1915.9m, 수심은 95m, 면적은 1,360 km2(아르메니아 국토의 5%에 해당)였다. 그러나 소비에트 연방시대 들어 인공적 수단에 의해 세반 호수는 극적으로 바뀌었다. 스탈린 시대 이후 일련의 공사로, 호수의 수면은 19.01m 내려가 1896.86m가 되었고 면적은 1,238.1 km2로 줄었다. 다행히 스탈린 사후 이러한 건설계획들이 재검토되었던 때문에 아랄해와 같은 재앙은 피할 수 있었다. 1980년대 이후 호수를 원래 규모에 가깝게 되돌리려는 노력이 진행되고 있다.
2012년 3월 2일 '세반 호에 대한 대통령위원회' 의장은, 2001년 이래 시행되어 온 법률에 따라 호수의 수면이 380cm 상승하였으며, 그 결과 수면은 1900.19m를 기록했다고 밝혔다.
아르메니아에서는 2014년부터 5개년 계획으로, 수량을 1억 7천만m3에서 2억 4천만m3로 늘릴 예정이며, 2030년까지 호수의 수면을 1903.5m로 올릴 계획이다.

## 관광 및 유적

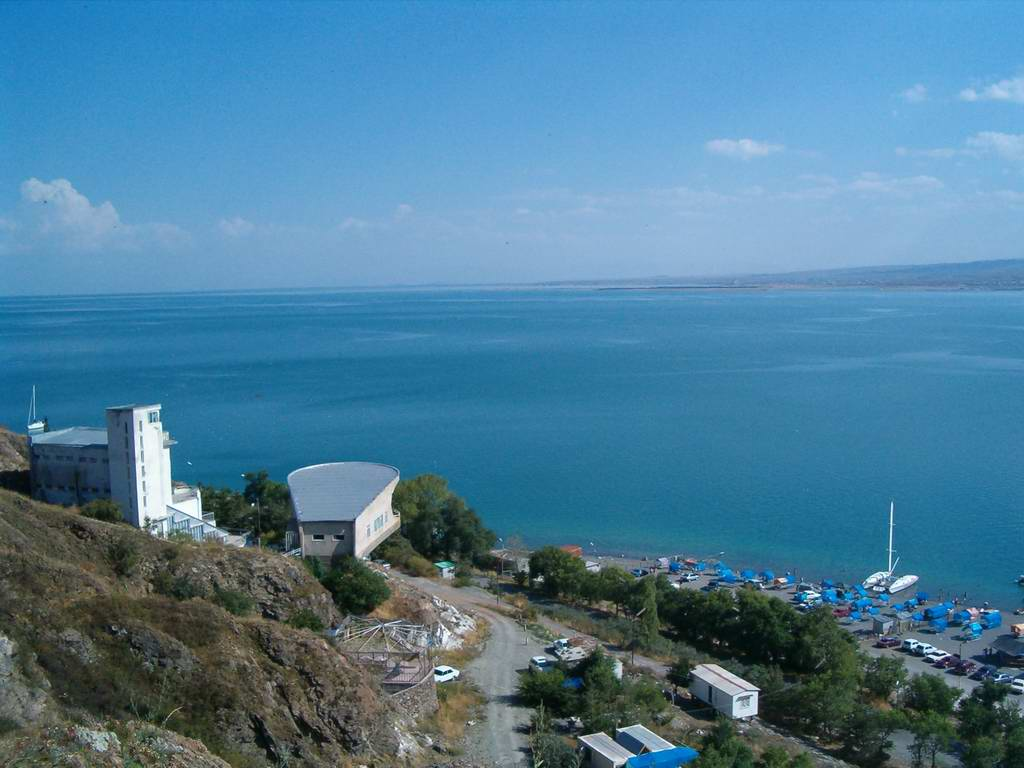

호수 주변에는 여러 곳의 호수욕장(湖水浴場)이 위치한다. 북쪽 호안에 있는 세바나반크 반도(20세기 이전에는 섬이었다)는 역사지구로 유명하다.